# Casa al carrer Unió, 4 (Portbou)
La Casa al carrer Unió, 4 és una obra de Portbou (Alt Empordà) inclosa a l'Inventari del Patrimoni Arquitectònic de Catalunya.

## Descripció
Situada dins del nucli urbà de la població de Portbou, al bell mig del terme.
Edifici entre mitgeres de planta rectangular format per dos cossos adossats, amb teulada de dos vessants i coberta plana, aquesta última aprofitada com a terrat. El volum de majors dimensions consta de planta baixa i dos pisos, mentre que el menor en té tres. Majoritàriament, les obertures són rectangulars i presenten els emmarcaments en relleu arrebossats. La planta baixa ha estat transformada per adaptar-la als nous usos de la construcció. Tot i així, les obertures presenten emmarcaments ornamentats amb motllures semicirculars. Aquest nivell està delimitat, respecte als pisos superiors, per una cornisa motllurada. Al primer pis hi ha dos finestrals amb els emmarcaments arrebossats, que tenen sortida a un balcó corregut amb la llosana motllurada i barana de ferro treballat. Al mig hi ha una finestra probablement posterior a la construcció de l'edifici. A l'extrem de llevant del parament destaca una finestra amb l'emmarcament motllurat, guardapols i ampit motllurats. A la segona planta hi ha dos balcons exempts amb les llosanes motllurades, sostingudes per mènsules ornamentades amb bustos femenins. Les baranes també són de ferro treballat. A l'extrem de llevant del parament hi ha una altra finestra de les mateixes característiques que la del pis inferior i, alhora, també es repeteix a la tercera planta. El volum de majors dimensions està rematat per una cornisa motllurada, mentre que l'altre presenta una barana d'obra assentada també damunt d'una cornisa amb motllures.
La construcció presenta el parament arrebossat i pintat.